# Fotolitografie
În procesul de fabricare a circuitelor integrate, fotolitografia sau litografia optică este un termen general pentru a defini tehnicile care utilizează lumina pentru a produce pelicule subțiri cu modele fine din materiale adecvate peste un substrat, cum ar fi o placă de siliciu (numit și wafer), pentru a proteja zonele selectate ale acesteia în timpul gravării, depunerii sau operații de implantare ulterioare. De obicei, este utilizată lumina ultravioletă pentru a transfera un design geometric de pe o mască optică la o substanță chimică sensibilă la lumină (fotorezist), care este acoperită în prealabil pe substrat în urma unei serii de tratamente chimice. Fotorezistul fie se descompune, fie se întărește acolo unde este expus la lumină. Modelul de pe film este creat ulterior prin îndepărtarea de pe pacheta de siliciu a părților mai moi ale substanței depuse, zonele ne-developate, prin spălare cu solvenți care dizolvă substanța care nu s-a întărit. 
Lungimea de undă a luminii utilizată determină dimensiunea minimă a caracteristicii pe care o poate imprima pe fotorezist.
Procesele de fotolitografie pot fi clasificate în funcție de tipul de lumină utilizat, cum ar fi lumină ultravioletă (litografie UV), cu lumină ultravioletă extremă (cu lungimea de undă între 10 nm 124 nm, litografie EUV sau EUVL),sau raze X. 
Fotolitografia este o subclasă a microlitografiei, termenul general pentru procesele care generează pelicule subțiri modelate. Alte tehnologii din această clasă mai largă includ utilizarea fasciculelor de electroni orientabile, nanoimprimarea, interferența, câmpurile magnetice și sondele de scanare. La un nivel mai larg, poate concura cu auto-asamblarea dirijată a micro- și nanostructurilor.
Fotolitografia împărtășește unele principii fundamentale cu fotografia, prin aceea că modelul din fotorezist este creat prin expunerea acestuia la lumină - fie direct (fără a utiliza o mască) prin proiecție printr-o lentilă, fie prin iluminarea unei măști plasate direct peste substrat, ca la imprimarea de contact. Tehnica poate fi văzută și ca o versiune de înaltă precizie a metodei utilizate pentru a face plăci de circuite imprimate. Numele provine dintr-o analogie liberă cu metoda fotografică tradițională de producere a plăcilor pentru imprimarea litografică pe hârtie; cu toate acestea, etapele ulterioare ale procesului au mai multe în comun cu gravura decât cu litografia tradițională.
Fotolitografia este cea mai comună metodă de fabricare a circuitelor integrate ("cipuri electronice"), cum ar fi de exemplu memoriile și microprocesoarele. Poate crea modele extrem de mici, cu dimensiuni de până la câteva zeci de nanometri în marime. Oferă un control precis al formei și dimensiunii obiectelor pe care le creează și poate crea modele pe o întreg wafer într-un singur pas, rapid și cu un cost relativ scăzut. În circuitele integrate complexe, o placă poate trece prin ciclul fotolitografic de până la 50 de ori. Este, de asemenea, o tehnică importantă pentru fabricarea structurilor microscopice în general, cum ar fi sistemele microelectromecanice. Cu toate acestea, fotolitografia nu poate fi folosită pentru a produce măști pe suprafețe care nu sunt perfect plane; și, ca la toate procesele de fabricare a circuitelor integrate, necesită condiții de funcționare într un mediu extrem de curat. 

## Istorie
Cuvintele rădăcină foto, litou și grafică au toate origini grecești, cu semnificațiile „lumină”, „piatră” și „scriere”. Așa cum sugerează numele compus din acestea, fotolitografia este o metodă de imprimare (inițial bazată pe utilizarea plăcilor de imprimare din calcar) în care lumina joacă un rol esențial. În anii 1820, Nicephore Niepce a inventat un proces fotografic care a folosit bitumul din Iudeea, un asfalt natural, ca primul fotorezistent. Un strat subțire de bitum pe o foaie de metal, sticlă sau piatră a devenit mai puțin solubil acolo unde a fost expus la lumină; piesele neexpuse ar putea fi apoi clătite cu un solvent adecvat, dezvăluind materialul de dedesubt, care a fost apoi gravat chimic într-o baie acidă pentru a produce o placă de imprimare. Sensibilitatea la lumină a bitumului a fost foarte slabă și au fost necesare expuneri foarte lungi, dar în ciuda introducerii ulterioare a unor alternative mai sensibile, costul redus și rezistența superbă la acizi puternici și-au prelungit viața comercială la începutul secolului al XX-lea. În 1940, Oskar Süß a creat un fotorezist pozitiv folosind diazonaftoquinonă, care a funcționat în mod opus: acoperirea a fost inițial insolubilă și a fost făcută solubilă acolo unde a fost expusă la lumină. 
În 1954, Louis Plambeck Jr. a dezvoltat placa tipografică polimerică Dycryl, care a făcut procesul de fabricare a plăcilor mai rapid.
În 1952, armata americană i-au încredințat pe Jay W. Lathrop și James R. Nall la https://en.wikipedia.org/wiki/National_Bureau_of_Standards (Biroul Național de Standarde), mai târziu, U.S. Army Diamond Ordnance Fuze Laboratory, cu sarcina de a găsi o modalitate de a reduce dimensiunea circuitelor electronice pentru a se potrivi mai bine cu circuitele necesare a fi instalate în spațiul disponibil (dar foarte limitat), din interiorul unui detonator de proximitate.
Inspirat de aplicarea fotorezistului, un lichid fotosensibil folosit pentru a marca limitele găurilor de nituri din aripile metalice ale aeronavelor, Nall a stabilit că un proces similar poate fi folosit pentru a proteja germaniul din tranzistori și chiar pentru a modela suprafața acestora cu ajutorul luminii.
În timpul dezvoltării acestor metode, Lathrop și Nall au avut succes prin crearea folosind această tehnică a unui circuit integrat hibrid cu tranzistori miniaturizat 2D.
În 1958, în timpul conferinței ținută la IRE Professional Group on Electron Devices (PGED) din Washington, DC, cei doi au prezentat prima lucrare care descrie fabricarea tranzistorilor folosind tehnici fotografice și au adoptat termenul de „fotolitografie” pentru a descrie procesul, aceasta fiind prima lucrare publicată despre utilizarea termenului pentru a descrie modelarea dispozitivelor semiconductoare.
În ciuda faptului că fotolitografia componentelor electronice se referă la gravarea duplicatelor metalice, mai degrabă decât gravarea pietrei pentru a produce o „matriță model”, ca în tipărirea litografică convențională, Lathrop și Nall au ales termenul de „fotolitografie” în locul „fotogravare” deoarece prima variantă are conotații de „de tehnologie înaltă”. La un an după conferință, în data de 9 iunie 1959, a fost aprobat oficial brevetul depus de Lathrop și Nall privind fotolitografia.
Fotolitografia va contribui mai târziu la dezvoltarea primelor circuite integrate semiconductoare, precum și a primelor microcipuri.